# Economia della Tunisia

Sviluppo del PIL pro capite della Tunisia

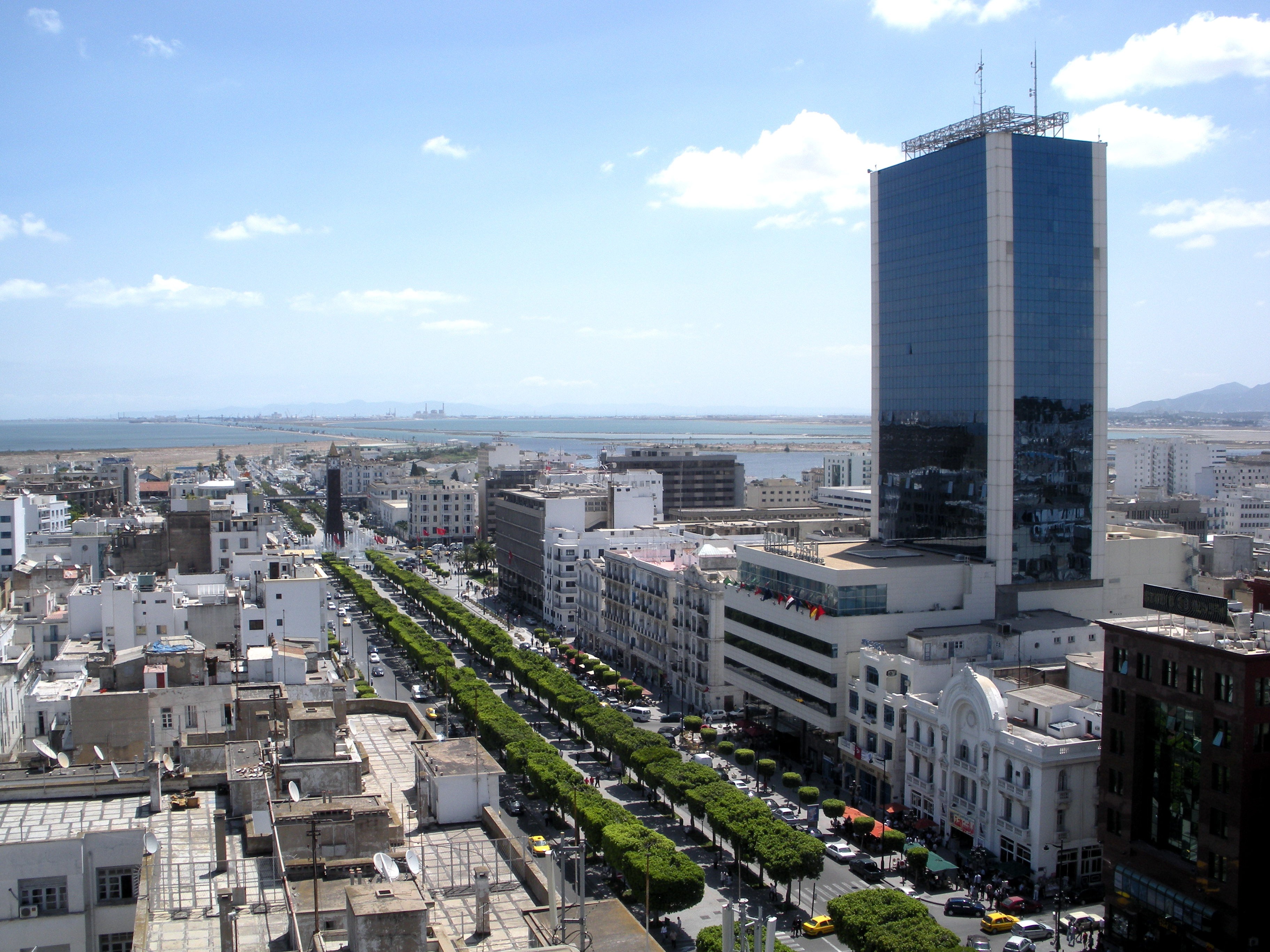
Tunisi è la capitale e il principale centro economico e finanziario della Tunisia

Classificata come economia più competitiva in Africa dal World Economic Forum nel 2009; la Tunisia è un paese orientato all'esportazione con un'economia che, pur con una media del 5% del PIL crescita dall'inizio degli anni '90, ha sofferto di corruzione a vantaggio delle élite politicamente connesse. Il codice penale tunisino criminalizza diverse forme di corruzione, tra cui corruzione attiva e passiva, abusi di ufficio, estorsioni e conflitti di interesse, ma il quadro anticorruzione non è applicato in modo efficace. Tuttavia, secondo il Corruption Perceptions Index pubblicato annualmente da Transparency International, la Tunisia è stata classificata come il paese nordafricano meno corrotto nel 2016, con un punteggio di 41. La Tunisia ha un'economia diversificata, che va dall'agricoltura, all' estrazione mineraria, all'industria manifatturiera e dei prodotti petroliferi, al turismo, che rappresentava il 7% del PIL totale e 370.000 posti di lavoro nel 2009. Nel 2008 ha prodotto un'economia di 41 miliardi di dollari in termini nominali e 82 miliardi di dollari in PPA.
Il settore agricolo rappresenta l'11,6% del PIL, l'industria il 25,7% ei servizi il 62,8%. Il settore industriale è costituito principalmente dalla produzione di abbigliamento e calzature, dalla produzione di parti di automobili e macchinari elettrici. Sebbene la Tunisia abbia registrato una crescita media del 5% nell'ultimo decennio, continua a soffrire di un alto tasso di disoccupazione, soprattutto tra i giovani.
L'Unione europea rimane il primo partner commerciale della Tunisia, rappresentando attualmente il 72,5% delle importazioni tunisine e il 75% delle esportazioni tunisine. La Tunisia è uno dei partner commerciali più affermati dell'Unione europea nella regione mediterranea e si classifica come il 30° partner commerciale dell'UE. La Tunisia è stato il primo paese del Mediterraneo a firmare un accordo di associazione con l'Unione europea, nel luglio 1995, anche se anche prima dell'entrata in vigore della data di entrata in vigore, la Tunisia ha iniziato a smantellare le tariffe sul commercio bilaterale dell'UE. La Tunisia ha finalizzato lo smantellamento delle tariffe per i prodotti industriali nel 2008 ed è stato quindi il primo paese mediterraneo non UE ad entrare in un'area di libero scambio con l'UE.

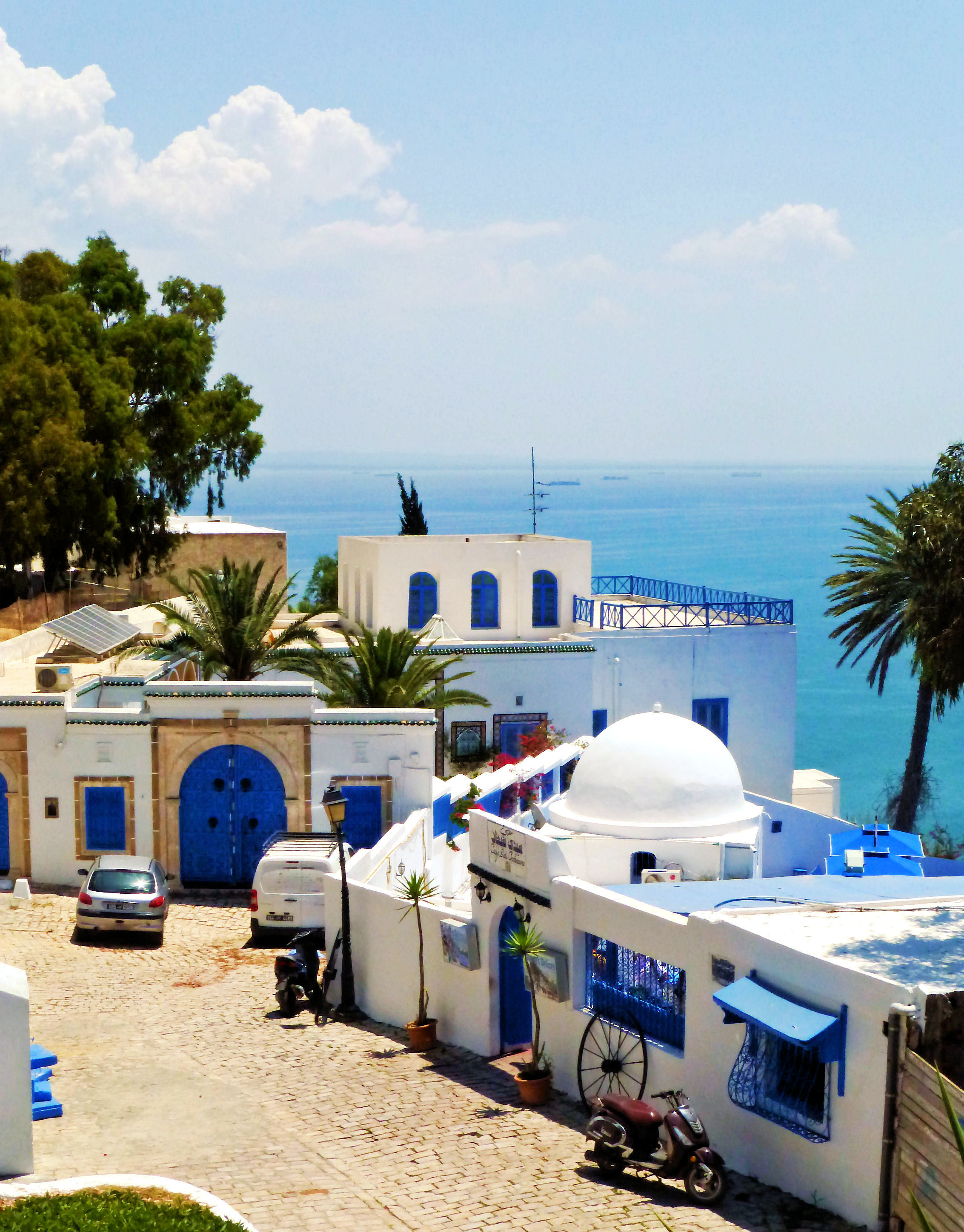
Sidi Bou Said

Un settore di punta dell'economia è il turismo; tra le attrazioni turistiche della Tunisia ci sono la sua capitale cosmopolita di Tunisi, le antiche rovine di Cartagine, i quartieri musulmano ed ebraico di Djerba, le località costiere al di fuori di Monastir, e la città animata dalla vita notturna di Hammamet.
Le esportazioni della Tunisia verso la Libia hanno registrato una crescita superiore al 18% tra il 2020 e il 2024.

## Settore primario
Per quanto riguarda l'agricoltura molto rilevanti per le esportazioni sono l'olivicoltura, la viticoltura, la frutticoltura (pesche, albicocche, prugne, mele, pere, datteri e mandorle della regione di Sfax) e l'orticoltura (pomodori); l'allevamento è prevalentemente ovino e caprino.

## Industria

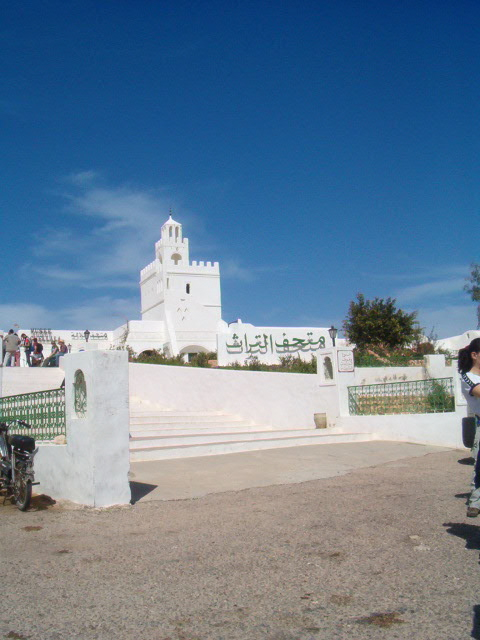
Il museo delle tradizionali arti berbere di Gerba è situato a 152 m s.l.m., il punto più elevato dell'isola.

Il settore industriale è composto principalmente dall'industria dell'abbigliamento e delle calzature, la produzione di parti per automobili e macchine elettriche; lo Stato è riuscito inoltre ad attrarre numerose aziende e multinazionali come Airbus e Hewlett-Packard, che danno lavoro ad un cospicuo numero di addetti. Possiede anche risorse del sottosuolo, tra cui gas e petrolio, non ancora adeguatamente sfruttate. Le risorse naturali della Tunisia però sono modeste rispetto a quelle dei suoi vicini: Algeria e Libia. Questa modestia delle risorse naturali ha costretto il Paese a importare petrolio, che ha contribuito all'aumento del costo della benzina: il 26 aprile 2006 il litro ha superato la barra di un dinaro per essere venduto a 1,50 dinari tunisini. (un prezzo equivalente ai prezzi europei dal punto di vista della parità di potere d'acquisto).

## Servizi e terziario

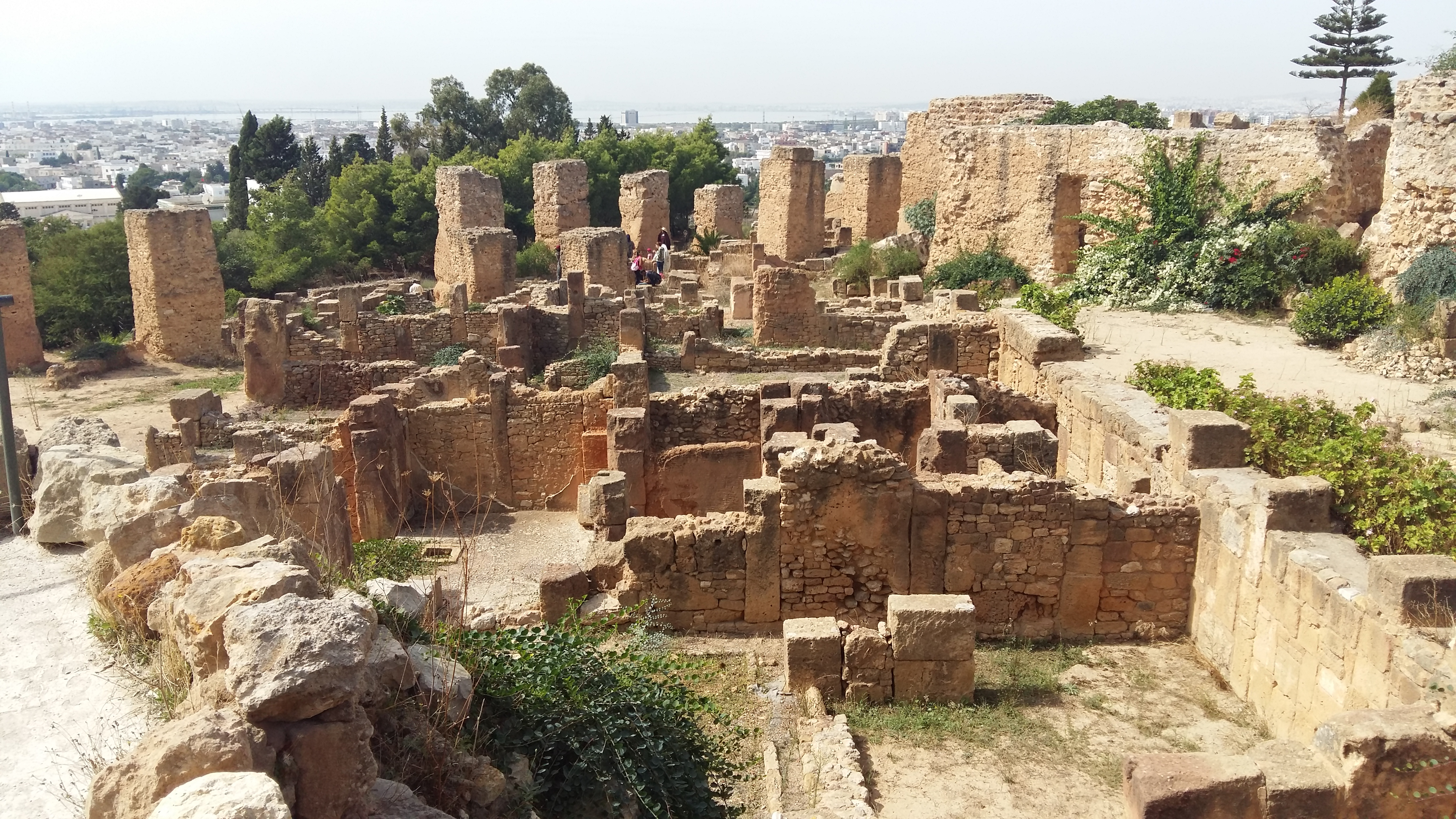
Rovine di Cartagine

Tra le attrazioni turistiche della Tunisia ci sono la sua capitale cosmopolita di Tunisi, le antiche rovine di Cartagine, i quartieri musulmano ed ebraico di Djerba, le località costiere al di fuori di Monastir, e la città animata dalla vita notturna di Hammamet. Secondo The New York Times, la Tunisia è "nota per le sue spiagge dorate, il clima soleggiato e i lussi a prezzi accessibili ".. I luoghi più frequentati sono Hammamet, Monastir, Nabeul, Susa, Jerba dove sorgono numerosi villaggi con animazione, il deserto del Sahara a sud e i siti archeologici come Cartagine, El Jem, Bulla Regia o Dougga. La borsa valori di Tunisi è stata fondata nel 1969. Le banche più importanti tunisine sono: Amen Bank, Arab Tunisian Bank, Banque Attijari de Tunisie, Banque de l'Habitat, Banque Internationale Arabe de Tunisie, Banque Nationale Agricole, Banque de Tunisie, Société Tunisienne de Banque, Banque de Tunisie et des Emirats, Union Bancaire pour le Commerce et l'Industrie e la Union Internationale de Banques.